# Acalyptonotus pacificus
Acalyptonotus pacificus är en kvalsterart som beskrevs av Smith 1983. Acalyptonotus pacificus ingår i släktet Acalyptonotus och familjen Acalyptonotidae. Inga underarter finns listade i Catalogue of Life.